# آرچلا (پادووا)
آرچلا (به ایتالیایی: Arcella) یک منطقهٔ مسکونی در ایتالیا است که در پادووا واقع شده‌است. آرچلا ۱۲ متر بالاتر از سطح دریا واقع شده‌است. آرچلا در نزدیکی راه‌آهن میلان ونیز، در شمال شرق ایستگاه واقع شده‌است. با این حال، گسترش شهرها از دهه ۱۹۵۰ رخ داده‌است و مرزهای بین محله‌های اطراف ناشناخته را ایجاد کرده‌است. مردم معمولاً از نام «آرچلا» برای اشاره به کل منطقه شهری شمال ایستگاه استفاده می‌کنند.